# Alki Oroklini
Alki Oroklini (gr. Αλκή Ορόκλινη) – cypryjski klub piłkarski, mający swoją siedzibę we wsi Oroklini na wschodzie kraju.

## Historia
Chronologia nazw:
- 1979: Omonia Oroklini (gr. Ομόνοια Ορόκλινης)
- 2014: Alki Oroklini (gr. Αλκή Ορόκλινη)

Klub piłkarski Omonia Oroklini został założony w miejscowości Oroklini w 1979 roku. Do 2013 klub był członkiem lokalnego stowarzyszenia Free Area of Famagusta Football Association (POEPA). W sezonie 2012/13 zespół awansował do finału Mistrzostw Integracji CFA, w którym przegrał z Enosis Kokinotrimitia, ale zdobył awans do czwartej lidze i został członkiem Cypryjskiego Związku Piłki Nożnej (CFA). W 2013/14 startował w Kategorii D zajmując 11.miejsce wśród 15 zespołów. 10 kwietnia 2014 roku Zarząd klubu postanowił zmienić nazwę drużyny na Alki Oroklini, ponieważ ulubionym zespołem prezesa klubu był Alki Larnaka. W sezonie 2014/15 zwyciężył w czwartej lidze i zdobył awans do Protathlima G’ Kategorias. W następnym sezonie 2015/16 zajął drugie miejsce w trzeciej lidze i został promowany do Protathlima B’ Kategorias. W 2016/17 zwyciężył w drugiej lidze i otrzymał historyczny awans do Protathlima A’ Kategorias.

## Sukcesy

### Trofea międzynarodowe
Nie uczestniczył w rozgrywkach europejskich (stan na 31-05-2018).

### Trofea krajowe
| \| \| Zdobyte trofea w rozgrywkach Cypru (stan na: 31-05-2018) \| |                                                          |      |                  |
| Rozgrywki                                                         | Osiągnięcie                                              | Razy | Sezon(y)         |
| Mistrzostwo                                                       | I miejsce                                                | 0    |                  |
| Mistrzostwo                                                       | II miejsce                                               | 0    |                  |
| Mistrzostwo                                                       | III miejsce                                              | 0    |                  |
| Mistrzostwo                                                       | 11.miejsce                                               | 1    | 2017/18          |
| Puchar                                                            | zdobywca                                                 | 0    |                  |
| Puchar                                                            | finalista                                                | 0    |                  |
| Puchar                                                            | 1 runda (1/16 f.)                                        | 2    | 2016/17, 2017/18 |
| II liga                                                           | I miejsce                                                | 1    | 2016/17          |
| II liga                                                           | II miejsce                                               | 0    |                  |
| II liga                                                           | III miejsce                                              | 0    |                  |
| Cypr                                                              | Zdobyte trofea w rozgrywkach Cypru (stan na: 31-05-2018) |      |                  |

- Protathlima G’ Kategorias:
  - wicemistrz (1x): 2015/16

## Stadion
Klub rozgrywa swoje mecze domowe na stadionie Ammochostos w Larnace, który może pomieścić 5500 widzów. Również rozgrywa swoje mecze na miejscowym stadionie Oroklini Community (500 widzów).